# Deivid
Deivid de Souza, noto come Deivid (Nova Iguaçu, 22 ottobre 1979), è un allenatore di calcio ed ex calciatore brasiliano, di ruolo attaccante.

## Carriera
Si è trasferito dal Santos, dove giocava in coppia con Robinho, allo Sporting Lisbona all'inizio della stagione 2005/06 per una somma di 3.5 milioni di euro. Questa è stata la seconda volta che ha cercato fortuna in Europa dopo un breve passaggio in Francia, terminato circa un anno prima, ed è andata meglio per il giocatore, che ha ottenuto 36 presenze e 11 reti.
Deivid venne acquistato dal Fenerbahçe SK nell'agosto del 2006 per una spesa di 4.5 milioni di euro. Ha segnato la seconda rete all'88 minuto contro il Trabzonspor il 13 maggio 2007 ed ha aiutato il Fenerbahçe a conquistare la Super Lega turca.
Deivid ha invece dimostrato il contrario, diventando uno dei giocatori determinanti durante il precampionato e segnando una rete importante contro il Beşiktaş J.K nella finale di Supercoppa di Turchia e segnando il gol decisivo contro l'Inter nel primo incontro della UEFA Champions League 2007/08 allo Stadio Fenerbahçe Şükrü Saraçoğlu il 19 settembre 2007.
Nella Champions League 2007-2008 Deivid segna una doppietta contro il Siviglia, conducendo il Fenerbahçe per la prima volta nella storia ad uno storico quarto di finale.
Ai primi di agosto 2010, il Fenerbahçe ha annunciato che il club e Deivid hanno rescisso consensualmente il contratto e successivamente Deivid è stato tesserato dal Flamengo.

## Allenatore
Nel 2015 diventa il nuovo allenatore del Cruzeiro al posto di Mano Menezes.

## Palmarès

### Club

#### Competizioni nazionali
- Torneo Rio-San Paolo: 1

Corinthians: 2002
- Coppa del Brasile: 2

Corinthians: 2002
Cruzeiro: 2003
- Campionato paulista: 1

Corinthians: 2003
- Campionato brasiliano: 2

Cruzeiro: 2003
Santos: 2004
- Campionato turco: 1

Fenerbahçe: 2006-2007
- Supercoppa turca: 2

Fenerbahçe: 2007, 2009
- Campionato Carioca: 1

Flamengo: 2011